# Nazionale maschile di rugby a 15 di Bermuda
La nazionale di rugby a 15 di Bermuda è inclusa nel terzo livello del rugby internazionale.
Al 4 marzo 2019 la squadra occupa la 73ª posizione del ranking World Rugby.